# Chris Janssens
Chris Janssens (Genk, 12 giugno 1969) è un allenatore di calcio ed ex calciatore belga, di ruolo difensore o centrocampista.

## Caratteristiche tecniche
Giocava come centrocampista difensivo o difensore centrale.